# C. Michelle Olmstead
| (5633) 1978 UL7   | 27. Oktober 1978   |
| (6360) 1978 UA7   | 27. Oktober 1978   |
| (7510) 1978 UF6   | 27. Oktober 1978   |
| (7914) 1978 UW7   | 27. Oktober 1978   |
| (8363) 1990 RV    | 13. September 1990 |
| (8784) 1977 RQ19  | 9. September 1977  |
| (13907) 1977 RS17 | 9. September 1977  |
| (23407) 1977 RG19 | 9. September 1977  |
| (23412) 1978 UN5  | 27. Oktober 1978   |
| (29184) 1990 SL10 | 17. September 1990 |
| (30819) 1990 RL2  | 15. September 1990 |
| (85175) 1990 RS   | 13. September 1990 |
| (55721) 1990 UX4  | 27. Oktober 1978   |

C. Michelle Olmstead (* 21. Mai 1969 in Washington, D.C.) ist eine US-amerikanische Astronomin und Asteroidenentdeckerin.
Sie studierte von 1989 bis 1993 Physik und Astronomie an der Northern Arizona University in Flagstaff.  Während ihres Studiums entdeckte sie im Zeitraum von 1977 bis 1990 insgesamt 46 Asteroiden.
Daneben ist sie Mitentdeckerin des periodischen Kometen 127P/Holt-Olmstead.

## Ehrungen
Der Asteroid (3287) Olmstead wurde nach ihr benannt.

## Quelle
- Lutz D. Schmadel: Dictionary of Minor Planet Names. 5th ed. Springer, Berlin 2003, ISBN 3-540-00238-3 (engl.). Voransicht bei Google Book Search